# Tops & Bottoms
Tops & Bottoms ist ein Dokumentarfilm der kanadischen Regisseurin Christine Richey aus dem Jahr 1999.
Die Produktion schildert den Alltag in der kanadischen BDSM-Szene und gibt einen historischen Überblick über die Entwicklung des Themas. Hierbei schlägt sie einen inhaltlichen Bogen der von de Sade, über Leopold von Sacher-Masoch und Richard von Krafft-Ebing bis zum Leben heutiger Tops und Bottoms reicht.
Neben Interviews mit verschiedenen Tops und Bottoms versucht der Film einen Bezug zwischen der sozialen Wirklichkeit des 20. Jahrhunderts und BDSM herzustellen.

## Hintergründe
- Die Produktion wurde 1999 auf dem Toronto Film Festival erstmals vorgeführt.
- Die TV-Ausstrahlung der Produktion führte zu Protesten einiger Zuschauer.[1]

## Auszeichnungen
- 1999: Genie-Award-Nominierung der Academy of Canadian Cinema & Television als Best Feature Length Documentary